# Ernst Christian Wilhelm Ackermann
Ernst Christian Wilhelm Ackermann (* 14. Juni 1761 in Weimar; † 4. Oktober 1835 in Jena) war ein Weimarer Staatsbeamter, Schriftsteller und Jugendfreund des Dramatikers August von Kotzebue.
Ackermann wuchs in Weimar auf und lernte hier den späteren Dramatiker August von Kotzebue kennen. Von 1779 bis 1782 studierte er an den Universitäten Leipzig und Jena. Nachdem sein Vater seit 1780 in Ilmenau eine Stelle als Justizamtmann angetreten hatte, folgte ihm 1782 Ernst Christian Wilhelm Ackermann in diese Stadt und wurde dort Amtsauditor und Hauslehrer. Nach dem Tod seines Vaters übernahm er dessen Stelle im Jahr 1792. 
Es wird berichtet, dass er sich in dieser Zeit um die Entwicklung des vom übrigen Sachsen-Weimar getrennt gelegenen Amtes Ilmenau und seines Justizwesens große Verdienste erwarb. Nachdem im Zuge einer Verwaltungsreform im Jahr 1815 Ilmenau gegenüber Weimar finanziell schlechter gestellt worden war, bat Ackermann beim Großherzog Carl August um seine Entlassung als Justizamtmann. Er wurde daraufhin im 1816 Geheimer Referendar im Weimarer Justizministerium. Diese Stelle hatte er bis zu seiner Pensionierung im Jahr 1826 inne. 
In dieser Zeit begann er auch, zunächst anonym, Texte für die konservativen Literarischen Wochenblätter seines Freundes von Kotzebue zu verfassen. Nach dessen Tod im Jahr 1819 wurde Ackermann alleiniger Herausgeber und Redakteur dieser Zeitung.

## Werke
- August von Kotzebue. Aus seinen eigenen schriftlichen Mitteilungen wahrhaft und treu dargestellt von einem seiner Jugendfreunde. Hoffmann Verlag, Weimar 1819.